# 茲維里內茨站
茲維里內茨站（羅馬化：Zvirynetska）是基輔地鐵瑟雷茨-佩切拉線的一個車站，站名取自位於該市中部的茲維里內茨街區，開通於1991年12月30日。

## 外部連結
- （乌克兰語） Kyivsky Metropoliten （页面存档备份，存于） - Station description and Photographs
- （俄文） Metropoliten.kiev.ua - Station description and Photographs
- Photo of the Station from WikiMaps（页面存档备份，存于）